# Тёмная туманность

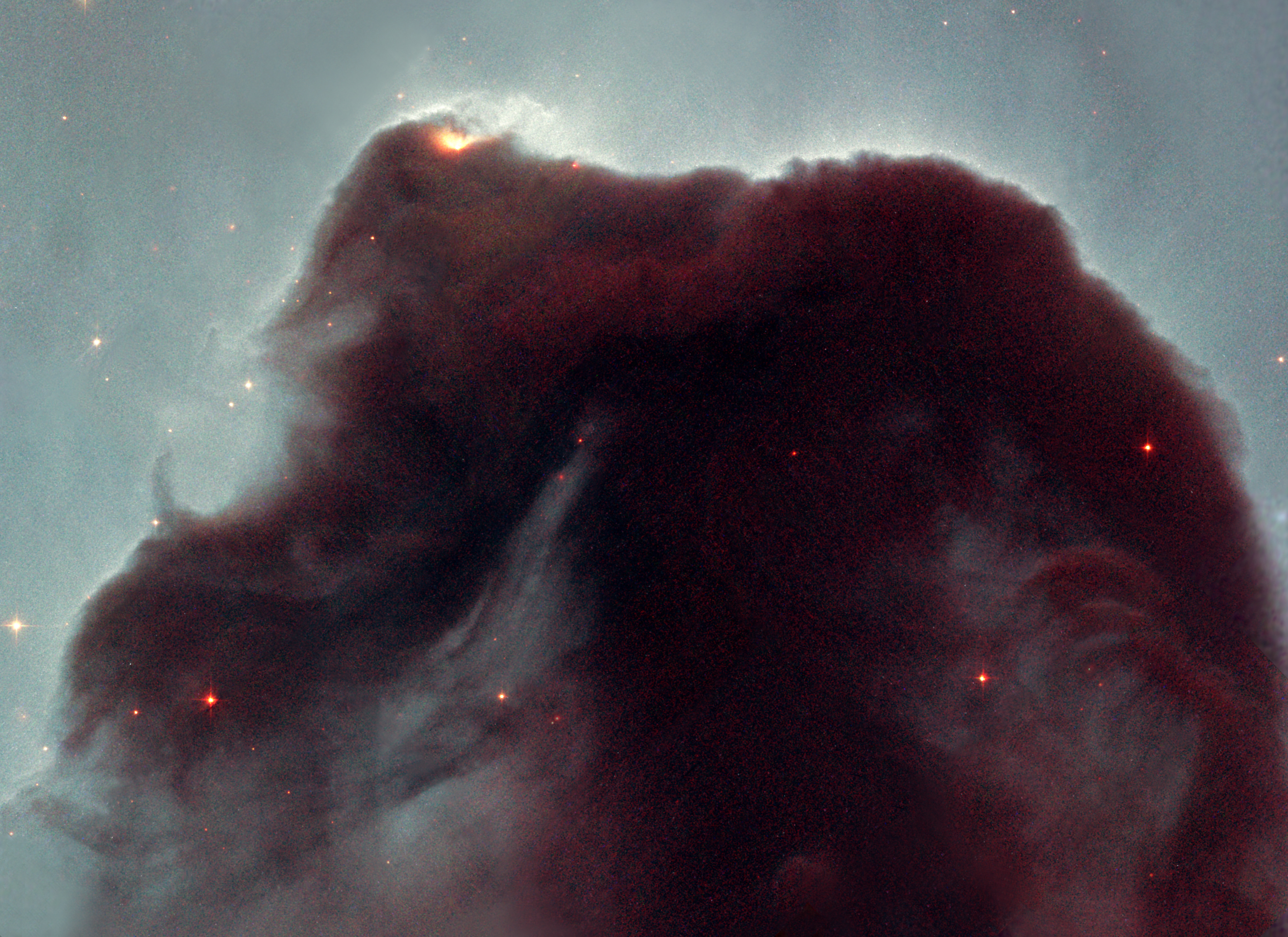
Одна из наиболее известных тёмных туманностей — Конская Голова.

Тёмная тума́нность, или поглощательная туманность — тип межзвёздного облака, настолько плотного, что оно поглощает видимый свет, исходящий от эмиссионных или отражательных туманностей (как, например, туманность Конская Голова) или звёзд (например, туманность Угольный Мешок), находящихся позади неё. Во внутренних частях тёмных туманностей часто протекают активные процессы: например, рождение звёзд.
Тёмные туманности представляют собой очень холодное и разреженное газопылевое облако, заметное только благодаря нечёткому силуэту на фоне видимого света более удалённых объектов. Тёмная туманность часто является областью формирования звёзд, обнаружение которых в туманности возможно только при наблюдении на длине волны радио- и инфракрасного излучения, которые в гораздо меньшей степени поглощаются и рассеиваются межзвёздным веществом.

## История изучения
В 1919 году Эдвард Барнард составил каталог тёмных туманностей, который насчитывал 182 таких объекта, с описанием и координатами каждого из них. В 1927 году, после смерти Барнарда, по его наблюдениям каталог был дополнен и стал насчитывать 349 объектов.
В другом каталоге, опубликованном в 1962 году, представлено 1802 тёмных туманности без описаний, но с указанными координатами и размерами, а также разделённых на 6 классов по прозрачности. Также в каталоге проведён некоторый статистический анализ этих данных.

## Характеристики
Крупнейшие тёмные туманности могут иметь массы более 106 M⊙ и диаметры более 200 парсек, в таком случае они являются гигантскими молекулярными облаками. Самые маленькие из них — глобулы Бока — могут быть меньше одного парсека в диаметре, а по массе — меньше 2000 M⊙.
В относительно прозрачных туманностях прослеживается волокнистая структура: она вызвана влиянием магнитных полей, которые усложняют движение вещества поперёк силовых линий. Сами же туманности имеют неправильную форму, у них, кроме глобул Бока, нет чётко очерченных границ, иногда они приобретают закрученные змеевидные образы. Самые большие тёмные туманности видны невооружённым глазом, они выступают как куски черноты на фоне яркого Млечного Пути.
Тёмные туманности — очень холодные объекты: температура в них не превышает 100 K, а иногда составляет 10 K.
В таких туманностях наблюдается значительное межзвёздное поглощение: в разных туманностях оно варьируется от 1-10m до 10-100m. Строение и величины поглощения в наиболее плотных туманностях рассчитываются из наблюдений в радио-, микроволновом и инфракрасном диапазонах. Присутствуют также уплотнения, в которых поглощение может достигать 10000m: предполагается, что там происходит звездообразование. На это, в частности, указывает то, что в таких областях наблюдается излучение в дальнем инфракрасном диапазоне. Если там образуется достаточно массивная звезда, то она может ионизировать вещество, находящееся в туманности, и тёмная туманность станет светящейся.

### Строение и состав
99 % массы таких туманностей составляет молекулярный водород, который, однако, напрямую не наблюдается, так как практически не взаимодействует со светом. Свет, идущий через туманности, рассеивается на частицах очень малых размеров, порядка 0,001 мм, и эти пылинки покрыты замёрзшим азотом и монооксидом углерода. Также в облаках встречается, гелий, аммиак, формальдегид и другие вещества.

## Галерея

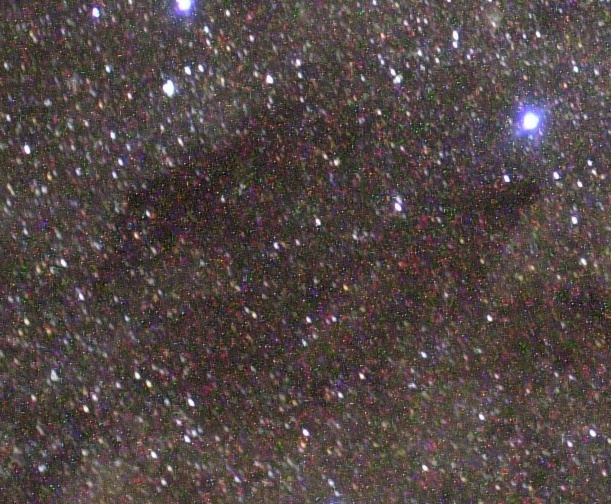
Туманность Угольный Мешок на фоне Млечного Пути.
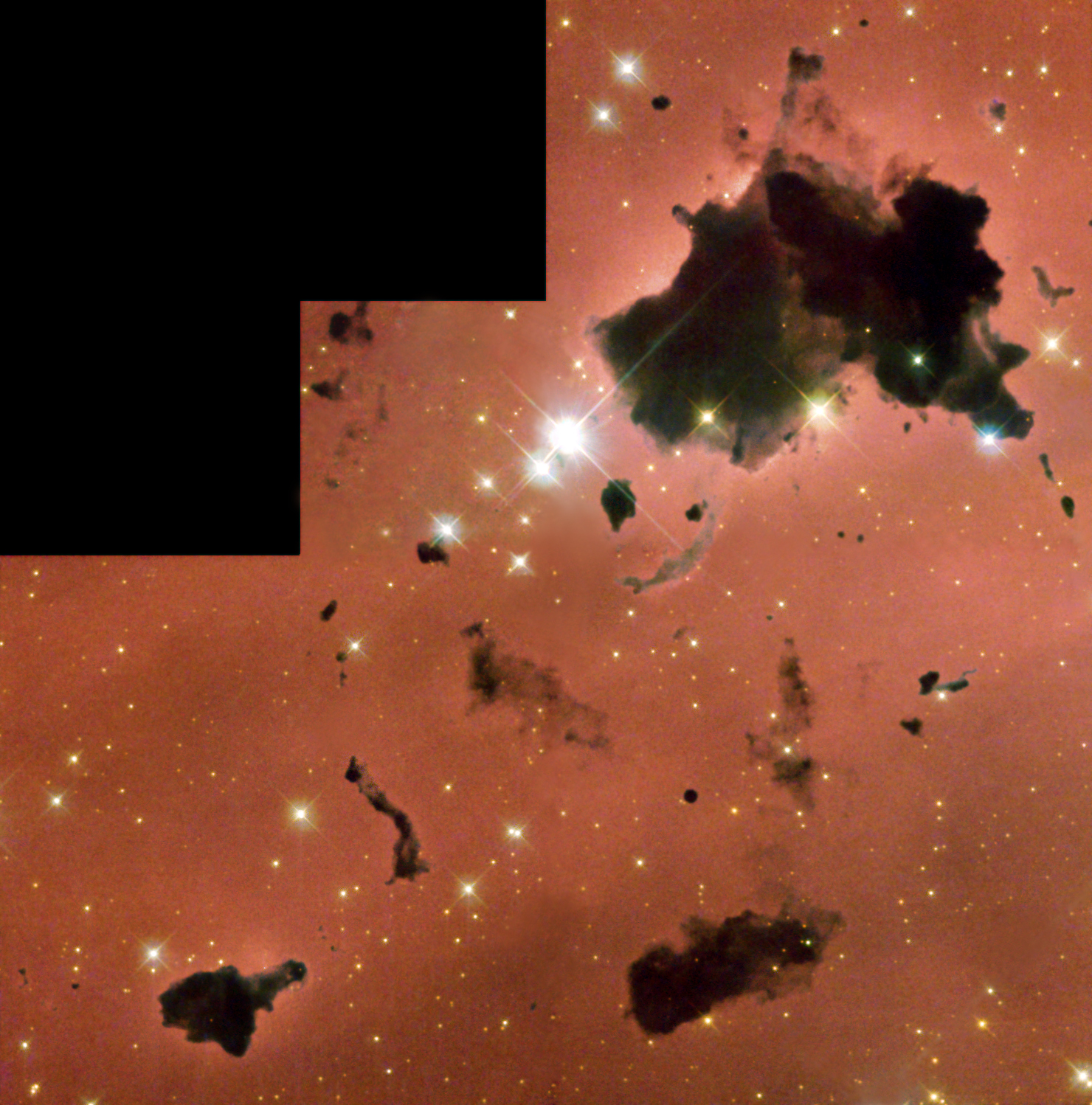
Глобулы Бока в IC 2944.
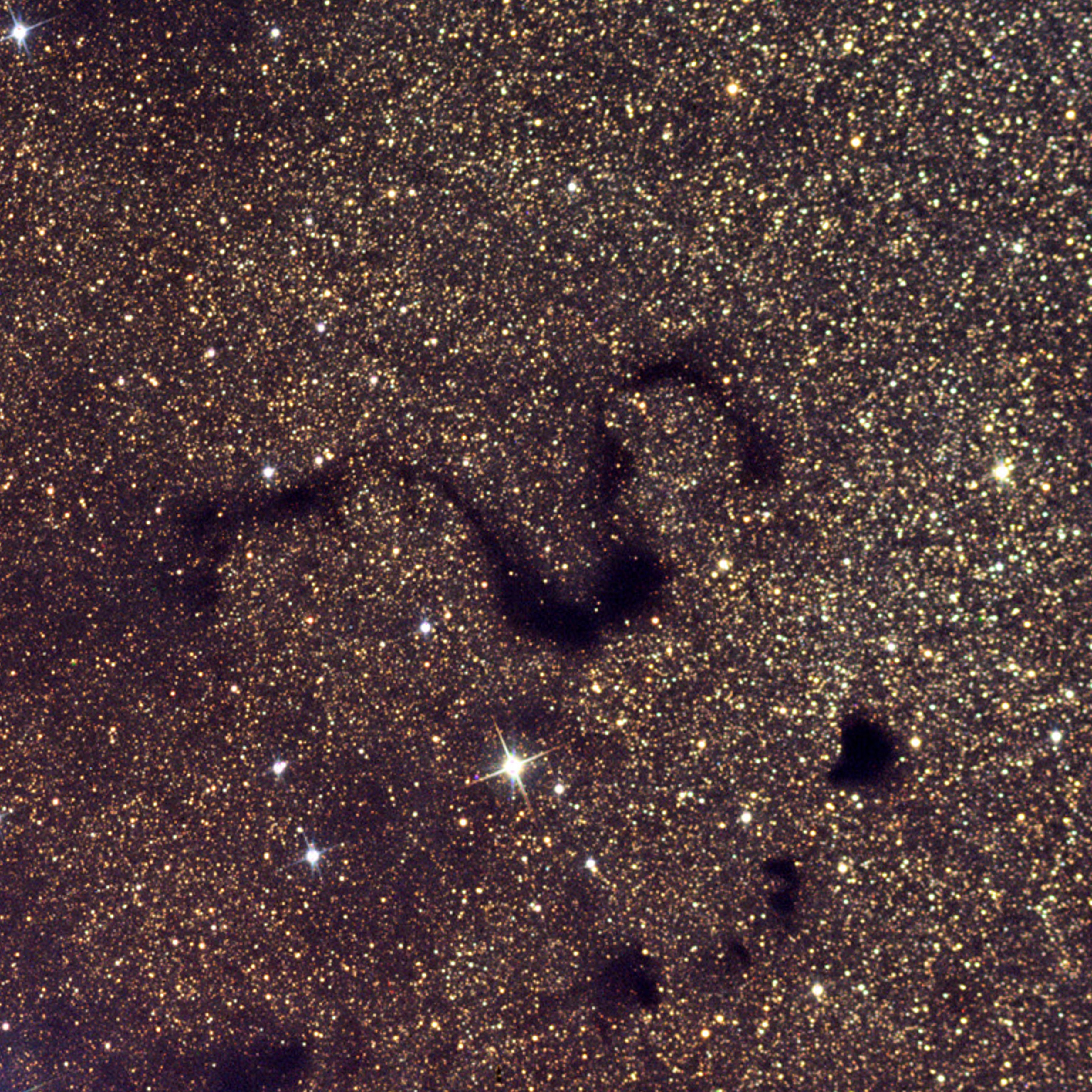
Туманность Змея в созвездии Змееносца.
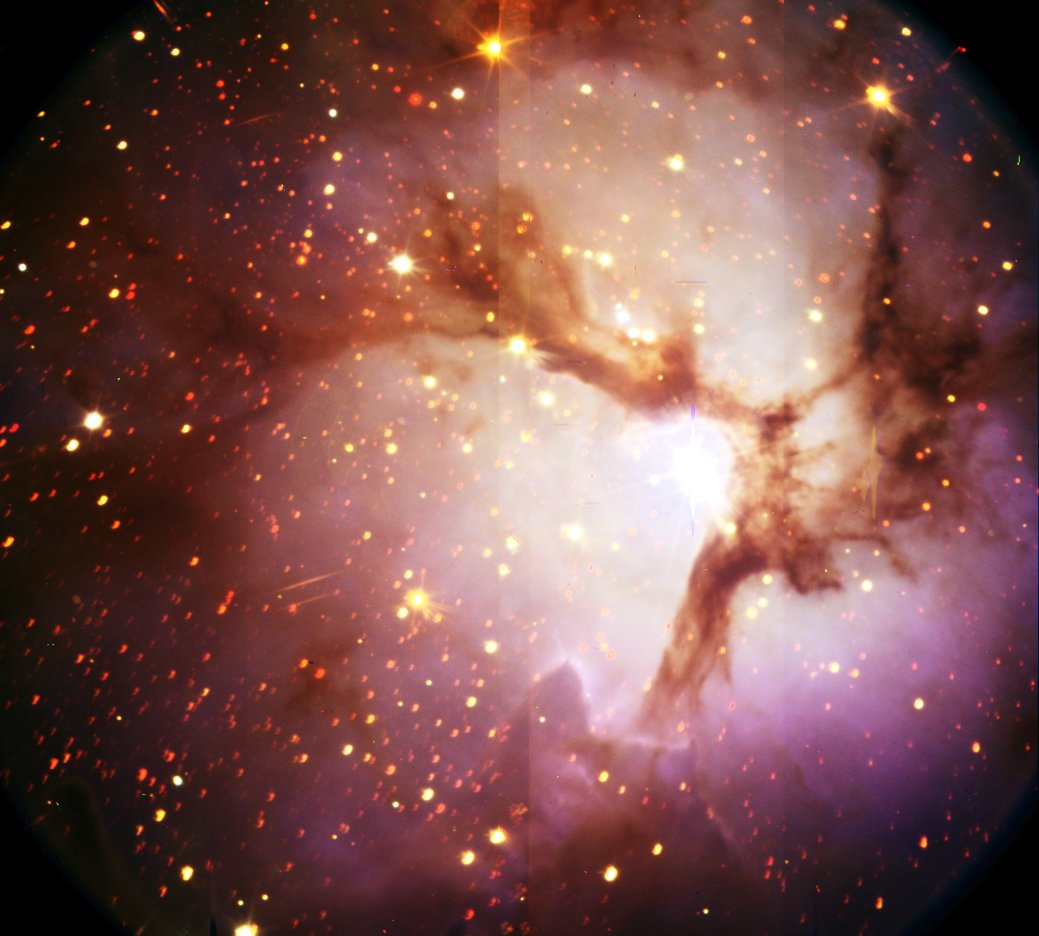
Излучение области H II затемняется пылью, образуя Трёхраздельную туманность.
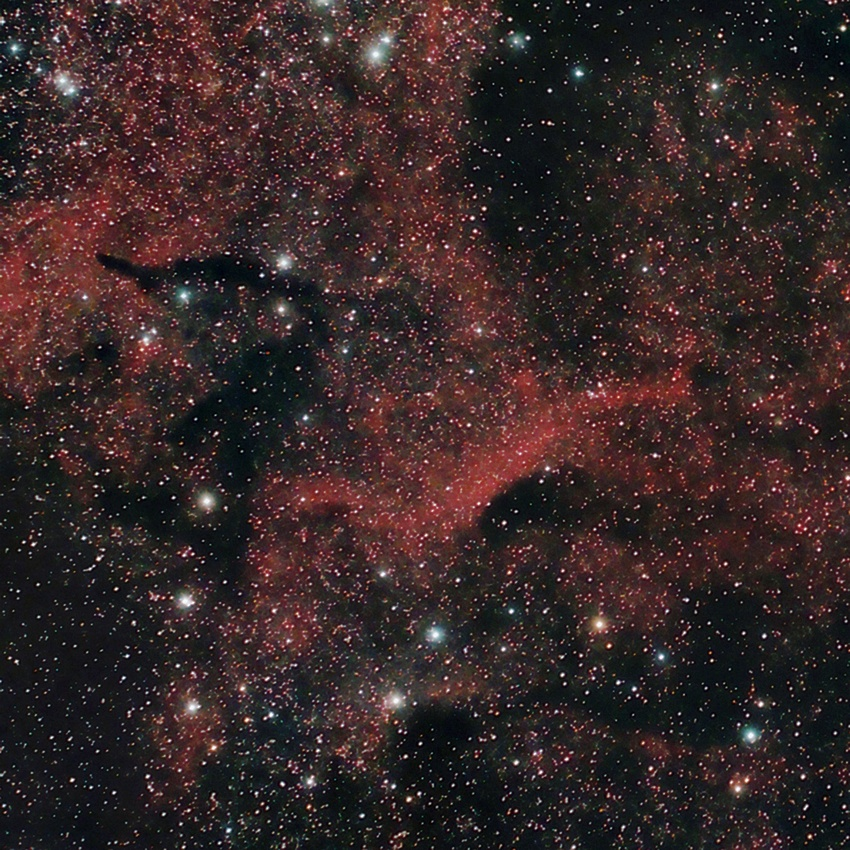
Барнард 147, тёмная туманность в созвездии Лебедя.